# Luemschwiller
Luemschwiller é uma comuna francesa na região administrativa de Grande Leste, no departamento Alto Reno. Estende-se por uma área de 7,25 km². Em 2010 a comuna tinha 791 habitantes (densidade: 109,1 hab./km²).